# Station Rudnik Stróża
Station Rudnik Stróża is een spoorwegstation in de Poolse plaats Rudnik nad Sanem.